# Acidomelania
Acidomelania is een monotypisch geslacht van schimmels behorend tot de familie Loramycetaceae. De typesoort is Acidomelania panicicola.